# 飞虎江氏宗祠
飞虎江氏宗祠，位于中国湖南省新宁县金石镇飞虎村，是晚清湘军统帅、安徽巡抚江忠源的家祠，于2024年被列为湖南省文物保护单位。

## 历史沿革
清同治四年（1865年），江氏宗祠始建，根据江忠源所作示意图设计，由其胞弟江忠淑主持修造。
中华人民共和国成立后，宗祠被改为小学，内部亦遭更动。2011年前后，祠内学校被迁出并对祠堂修缮。
2012年，江氏宗祠被列入市级文物保护单位。2024年，飞虎江氏宗祠被列入省级文物保护单位。

## 建筑规制
江氏宗祠位于老祖山山脊上的台地，占地面积2540平方米，建筑面积1877平方米。祠堂中央依次为大门、门廊、前院、前堂、过厅（两侧有天井）、后堂，两侧为附属用房。宗祠正面为高大平整的墙体，中央辟大门，门额书“江氏宗祠”，辟左、右为旁门，门额书“出弟”、“入孝”。前堂及后堂均阔五间，悬山顶，后堂左右各一间隔为小室。厅堂主要承重柱为砖砌八角柱，外面包覆麻石。